# Черевні ребра

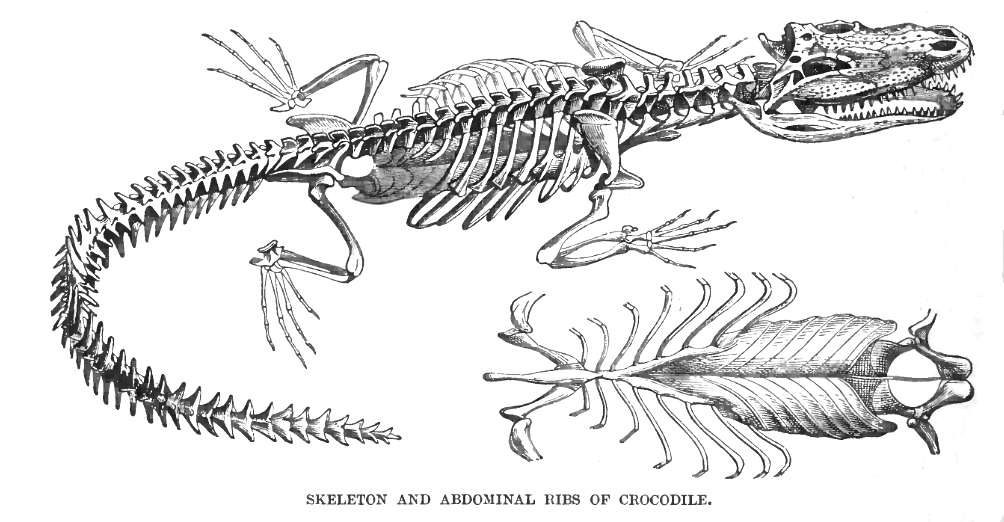
Черевні ребра крокодила

Черевні ребра (лат. gastralia) — паличкоподібні кістки на череві, що простагаються від грудини до таза в деяких плазунів (крокодилів, деяких ящірок, гатерії, вимерлих прозавроподів і тероподів). Існує думка, що тероподам вони допомагали при диханні